# Alturas de Nique
Alturas de Nique är en bergskedja i Colombia, på gränsen till Panama. Den ligger i den nordvästra delen av landet, 500 km nordväst om huvudstaden Bogotá.